# Бриссон, Барнабе
Барнабе Бриссон (фр. Barnabé Brisson; 1531, Фонтене-ле-Конт — 15 ноября 1591, Париж) — французский юрист и государственный деятель, президент Парижского парламента.

## Биография
Барнабе Бриссон родился в 1531 году в городке Фонтене-ле-Конт (Пуату) в семье лейтенанта королевской армии. Он изучал право в университетах Орлеана, Буржа и Пуатье. Между 1553 и 1556 годами Бриссон переехал в Париж, где начал вести адвокатскую практику. Вскоре, благодаря своим знаниям и красноречию, он получил широкую известность.
В 1575 году Бриссон стал генеральным адвокатом Парижского парламента, купив эту должность у Гийома де Пибрака. Спустя некоторое время Генрих III, благоволивший Бриссону, сделал его государственным советником, а в 1588 году — назначил шестым президентом Парижского парламента. Между 1580 и 1588 годами Бриссон возглавлял несколько дипломатических миссий, посланных королём к соседним монархам, в том числе ко двору Елизаветы I.
После бегства Генриха III из Парижа в «день баррикад» Бриссон остался в столице Франции. После ареста Ашиля де Арле, пытавшегося оказывать сопротивление лигистам, он был назначен первым президентом парламента.

### Смерть
15 ноября 1591 года на пути ко Дворцу правосудия Барнабе Бриссон был задержан группой членов Лиги, подозревавших президента в симпатиях к партии Генриха IV. Его отвезли в Малый Шатле, где уже находились парламентские советники Тардиф и Клод Ларше.
Процесс над ними состоялся в тот же день, и, несмотря на искусную защиту Бриссона, все трое были приговорены к смертной казни. Их повесили на Гревской площади; тело Бриссона с табличкой, на которой перечислялись его преступления, оставалось висеть там несколько дней.

## Научные труды

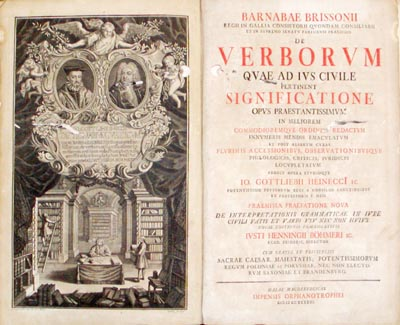
Титульный лист De Verborum… (Магдебург, 1743)

Перу Барнабе Бриссона принадлежат несколько фундаментальных работ в области юриспруденции. В 1559 году он опубликовал De Verborum Quae ad Jus Civile Pertinent Significatione — словарь юридических терминов римского права. De Verborum… быстро стал стандартным справочником для правоведов Европы; до 1805 года он выдержал семнадцать изданий. В 1587 году по просьбе короля Бриссон составил компиляцию юридических документов его царствования и правления его предшественников, известную как Code de Henri III («Кодекс Генриха III»).
Другие работы:
- Selectarum ex jure civili antiquitatum libri duo (1556)
- De Formulis et sollemnibus populi Romani verbis libri VIII (1583)
- De regio Persarum principatu libri tres (1595)

## Факты
- В 1570–1580-х гг. Барнабе Бриссон покровительствовал Франсуа де Ришельё — королевскому чиновнику, отцу Армана Жана дю Плесси, в будущем — знаменитого министра Людовика XIII[4].
- Бриссон упоминается во многих художественных произведениях, посвящённых эпохе Религиозных войн во Франции: «Сорок пять» Александра Дюма, «Зрелые годы короля Генриха IV» Генриха Манна и т. д.
- Барнабе Бриссон — родственник известного французского математика Франсуа Виета[5].